# 1864 год в театре
1864 год в театре

## Постановки
- 3 декабря — в Петербурге состоялась премьера балета «Конёк-Горбунок» (композитор — Ц. Пуни, автор либретто и балетмейстер — А. Сен-Леон)
- 17 декабря — в парижском театре Варьете (Théâtre des Variétés) состоялась премьера оперетты Ж. Оффенбаха «Прекрасная Елена»

## Персоналии

### Родились
- 17 января — Дэвид Торренс, американский актёр.
- 24 апреля — Джордж Футит, британский артист цирка, клоун.
- 24 июля — Франк Ведекинд, немецкий драматург.
- 10 августа — Антонио Сомма, итальянский драматург, либреттист, журналист, поэт и адвокат.
- 26 августа — Александр Кугель, театральный критик.
- 2 октября — Альфред Роллер, австрийский художник, театральный декоратор, сценограф.
- 8 октября — Бранислав Нушич, сербский драматург.
- 10 октября — Бланш Арраль, бельгийская оперная певица (колоратурное сопрано).
- 5 ноября — Джесси Ральф, американская актриса.
- 8 ноября — Вера Комиссаржевская, российская актриса.
- 4 декабря — Карле Хальме, финский актёр, драматург, сценарист, театральный деятель.
- 6 декабря — Уильям Харт, американский актёр.
- Мария Велизарий, российская актриса.
- Елена Лешковская, российская актриса.
- Кондрат Яковлев, российский актёр.